# Cala Llonga
La playa Cala Llonga está situada en Santa Eulalia del Río, en la parte oriental de la isla de Ibiza, en la comunidad autónoma de las Islas Baleares, España.
Es una playa totalmente equipada que presenta un elevado grado de ocupación por el turismo.